# CD47

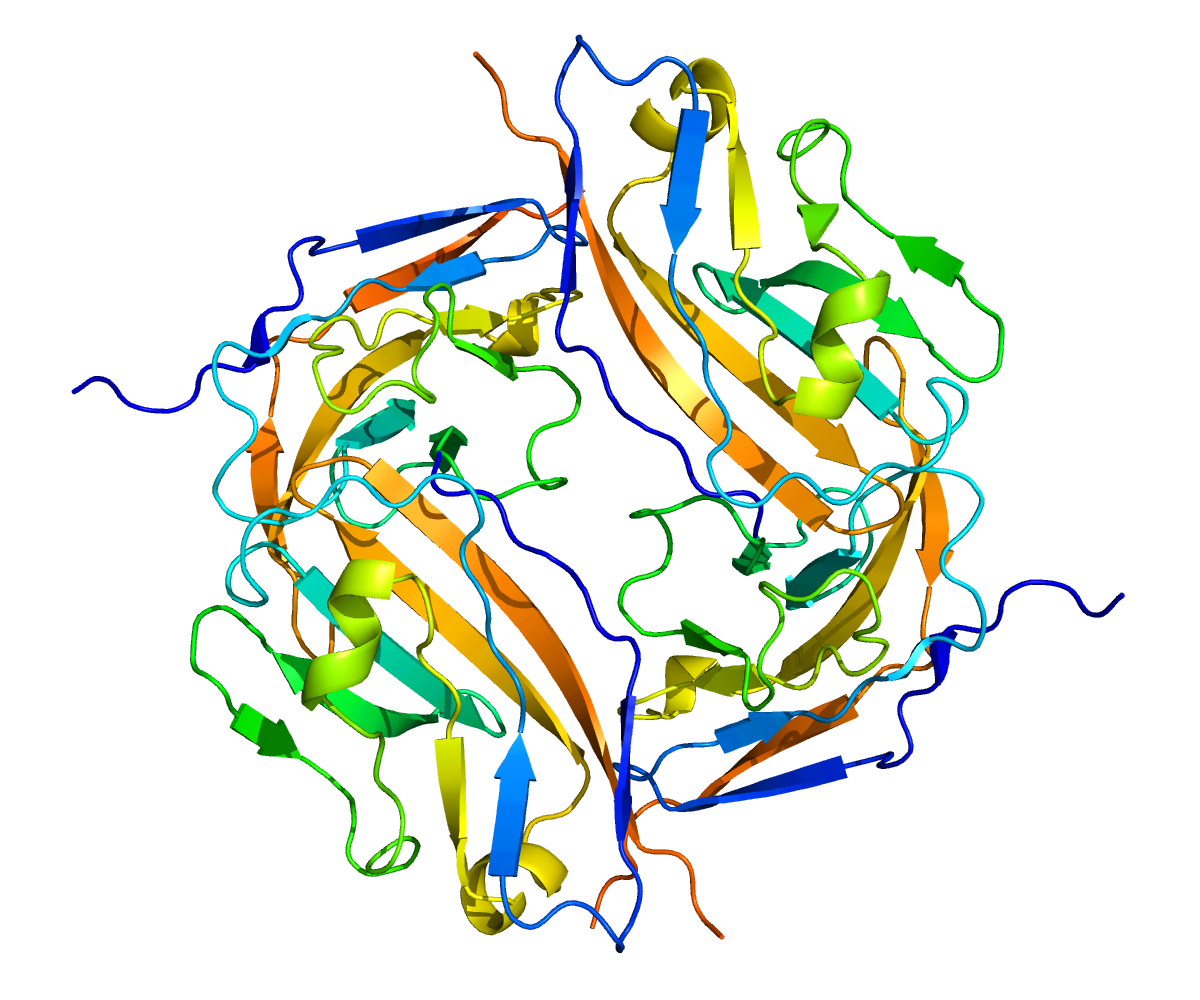
CD47 vistos a um microscópio

O Cluster da Diferenciação 47 também conhecido como proteína associada à integrina (IAP) é uma proteína transmembranar que em humanos é codificada pelo gene CD47. CD47 pertence à superfamília de imunoglobulinas e faz parceria com integrinas de membrana e também se liga aos ligantes trombospondina-1 (TSP-1) e proteína alfa reguladora de sinal (SIRPα).

## Função

### Células tumorais
Devido à expressão onipresente de CD47, a sinalização difere de acordo com o tipo de célula. É provável que parceiros intracelulares e associados à membrana sejam cruciais na determinação da resposta celular da sinalização CD47.

#### Proliferação celular
O papel do CD47 na promoção da proliferação celular é fortemente dependente do tipo de célula, pois a ativação e a perda do CD47 podem resultar em uma proliferação aprimorada.

#### Morte celular
A ligação CD47 leva à morte celular em muitas linhas celulares normais e tumorais por apoptose ou autofagia.

#### Migração
A migração celular parece ser universalmente estimulada pela ligação e ativação do CD47.

### Células estromais

#### Angiogênese
A perda de CD47 promove a proliferação e aumenta a divisão assimétrica das células endoteliais murinas primárias.

#### Resposta inflamatória
As interacções entre a célula endotelial CD47 e o SIRPγ dos leucócitos regulam a migração transendotelial das células T (TEM) nos locais de inflamação.